# Padrão

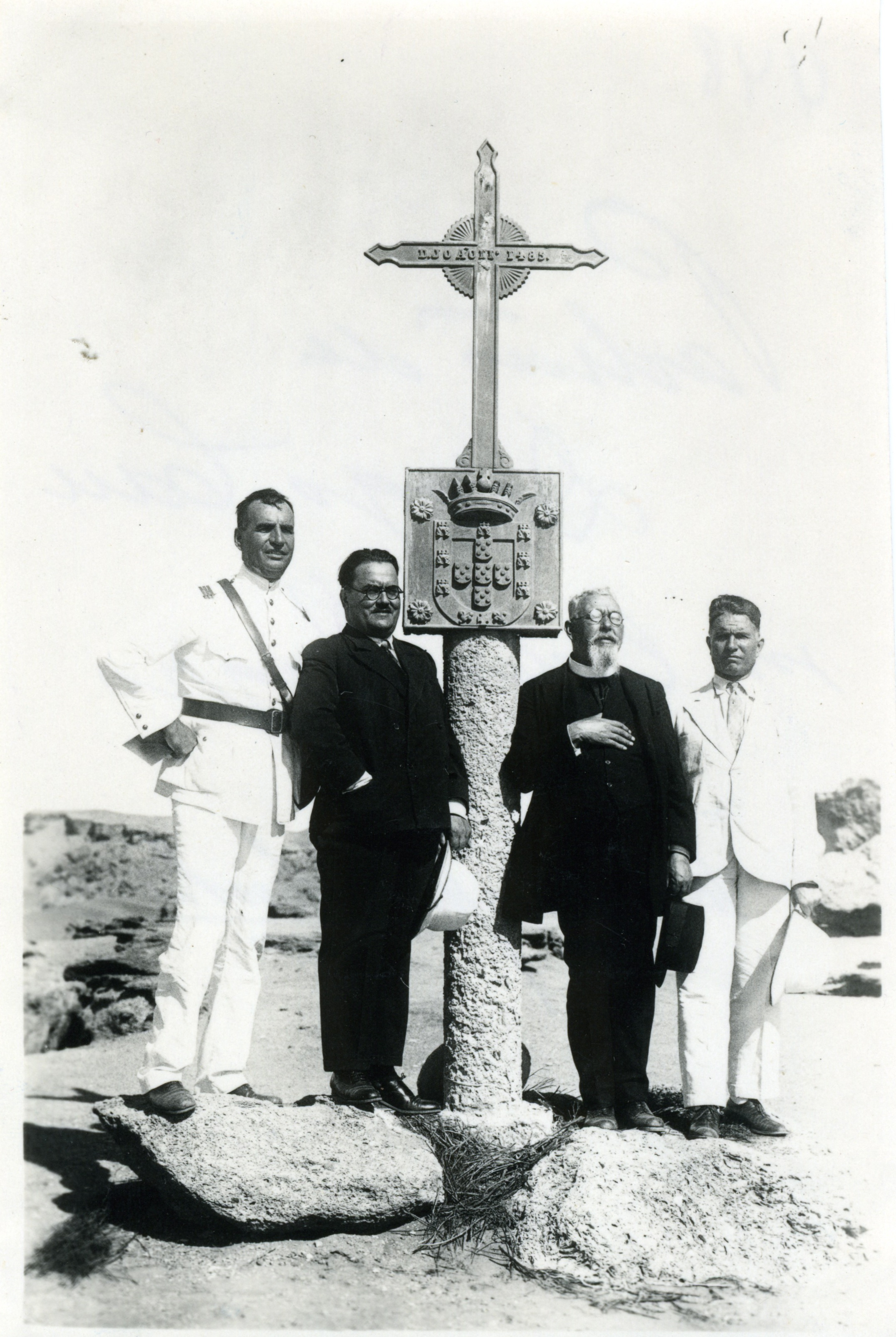
Padrão de Diogo Cão en el cabo Negro (Angola).

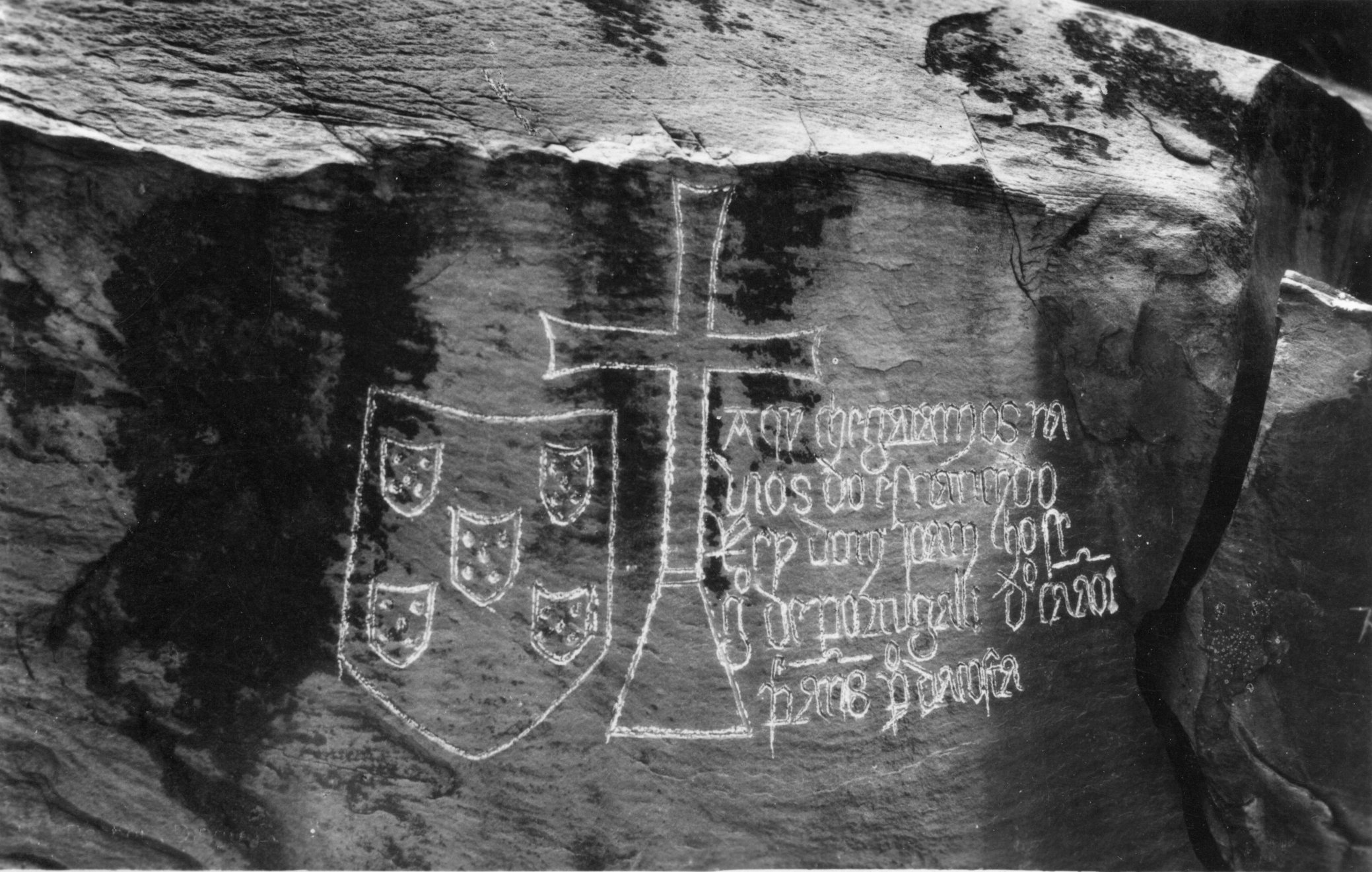
Padrão de Diogo Cão en la catarata de Lelala

Un padrão (una voz original portuguesa que en español significa «padrón», cuyo plural es padrões) era un monolito de piedra rematado por una cruz que llevaba grabadas las armas portuguesas y una inscripción, y que era utilizado por los navegantes portugueses en la era de los descubrimientos para hacer valer la soberanía portuguesa en los lugares que descubrían y donde se colocaba. Diogo Cão colocó, en 1482, el padrão de San Agostinho y el de San Jorge, respectivamente, en el cabo de Santa María y en la desembocadura del río Zaire. En la inscripción del padrão se podía leer:
“Aquí chegaram os navios do esclarecido rei D. João II de Portugal – Diogo Cão, Pero Anes, Pero da Costa”
También colocó un padrão en el cabo Negro y otro, en 1485, en el cabo Cross, en la actual Namibia.
Con el mismo objetivo de marcar la prioridad del descubrimiento, también fueron erigidos por Bartolomeu Dias en el suroeste de África (Punta Días), en el sudeste (False Island) y también en el cabo de Buena Esperanza. Asimismo Vasco da Gama fue colocando padrões en África del Sur (Angra de São Brás) y en la costa este (Quelimane), isla de Mozambique y Malindi y en las islas Laquedivas (islote de Santa María).
La Sociedad Geográfica de Lisboa logró recuperar en el siglo XX tres padrões de Diogo Cao y Bartolomeu Dias, pareciendo perdidos los de Vasco da Gama.
El Museo Nacional de Yakarta, en Indonesia, tiene un padrão erigido por Federico de Leme en 1522 en el puerto de Kalapa, en el norte de la actual Yakarta, para conmemorar un tratado de alianza luso-sundanesa.